# Herentals
Herentals è un comune belga di 26 152 abitanti nelle Fiandre (Provincia di Anversa).

## Suddivisioni
Il comune è costituito dai seguenti distretti:
- Belen
- Morkhoven
- Noorderwijk

## Amministrazione

### Gemellaggi
- Cosne-Cours-sur-Loire
- IJsselstein
- Alpen